# Lista de personagens de Mortal Engines Quartet e Fever Crumb
Essa é uma lista dos personagens da série de livros de fantasia Mortal Engines Quartet e Fever Crumb Series escrito por Philip Reeve.

## Hester Shaw
Hester Shaw recebeu o título de Oak Island.
No filme Mortal Engines, uma adaptação do primeiro livro. Hester é interpretada pela Hera Hilmar.

## Tom Natsworthy
Hester Shaw recebeu o título.
No filme Mortal Engines, uma adaptação do primeiro livro. Tom é interpretada pela Robert Sheehan.
Robert Sheehan interpretou Tom na adaptação cinematográfica de 2018, Mortal Engines.

## Wren Natsworthy
Wren Natsworthy é o filho de Tom e Hester.